# Горбатая акула
Горбатая акула, или глубоководная кошачья акула (лат. Apristurus profundorum) — один из видов рода чёрных кошачьих акул Apristurus, семейство кошачьих акул (Scyliorhinidae).

## Ареал
Это глубоководный вид, обитающий на дне или на континентальных склонах в западной Атлантике в заливе Делавэр (США) на глубине 1300—1600 м. Вид известен по единственному голотипу, представлявшему собой неполовозрелого самца длиной 51 см, пойманного на глубине 1492 м.

## Описание
Накайя и Сато в 1999 году разделили род Apristurus на три группы: longicephalus (2 вида), brunneus (20 видов) и spongiceps (10 видов). Горбатая акула принадлежит к группе spongiceps, для представителей которой характерны следующие черты: короткая, широкая морда, от 7 до 12 спиральных кишечных клапанов, верхняя губная борозда почти равна или короче нижней борозды; непрерывный надглазничный сенсорный канал.

## Биология
Максимальный зафиксированный размер 57 см. Окрас казаспиртованного образца серо-коричневая. Рацион состоит из ракообразных, кальмаров и маленьких рыб. Размножается, откладывая яйца, заключенные в твёрдую капсулу. Размер капсулы 5—6,8 см в длину и 2,5—2,9 в ширину. На переднем конце капсулы имеются две волокнистые нити, на заднем конце также есть два маленьких отростка по углам. Вероятно, эти нити служат для прикрепления капсулы ко дну.

## Взаимодействие с человеком
Охранный статус — «Вызывающие наименьшие опасения».